# Конвой H-26
Конвой H-31 — японський конвой часів Другої світової війни, проведення якого відбувалось у травні 1944-го.
H-26 належав до серії конвоїв, які в 1943—1944 роках ходили між важливим транспортним хабом у Манілі та островом Хальмахера зі складу Молуккського архіпелагу (північний схід Нідерландської Ост-Індії), який, зокрема, відігравав важливу роль у постачанні японських сил на заході Нової Гвінеї.
До складу конвою увійшли транспорти «Ширагама-Мару», «Акагісан-Мару», «Тайджун-Мару» (Taijun Maru), «Етадзіма-Мару» (Etajima Maru), «Кенва-Мару», «Таю-Мару» (Taiyu Maru), «Темпей-Мару», «Тоун-Мару» та «Сінсей-Мару № 1» (Shinsei Maru No. 1), що перевозили 123-й та 124-й загони будівництва польових аеродромів та 110-й, 117-й, 119-й, 120-й і 122-й аеродромні батальони. Також на початковому етапі в загоні слідував транспорт «Нікко-Мару». Охорону забезпечували мінний загороджувач «Яеяма» та мисливці за підводними човнами CH-45 і CH-47.
Конвой вийшов з порту 15 травня 1944-го, а 18—19 травня побував на острові Себу, що був місцем призначення для «Нікко-Мару».
Невдовзі після опівночі 22 травня у Філіппінському морі в районі за дві сотні кілометрів на південний схід від острова Мінданао конвой виявив американський підводний човен USS Ray, який провів серію атак за даними радара та уразив «Темпей-Мару», що мало на борту вантаж рису та бензину. Останній вибухнув і судно затонуло, загинули 24 члени екіпажу та 11 пасажирів.
Вночі 23 травня 1944-го вже на підході до острова Хальмахера конвой знову став ціллю для ворожого підводного човна, що уразив «Тайджун-Мару», яке, зокрема, перевозило дві десантні баржі «Дайхацу». Судно затонуло, загинуло 5 членів екіпажу. За одними даними, цей успіх належить субмарині USS Ray, за іншими — субмарині USS Cero. Одночасно з атакою на «Тайджун-Мару» торпеда з якогось із названих підводних човнів влучила в «Кенва-Мару», проте не здетонувала та завдала лише легких пошкоджень.
Того ж 23 травня конвой досягнув пункту призначення.